# 덕적도항
덕적도항(德積島港)은 인천광역시 옹진군 덕적면 북리, 덕적도 섬에 있는 어항이다. 1971년 12월 21일 국가어항으로 지정되었다. 관리청은 해양수산부 서해어업관리단, 시설관리자는 옹진군수이다. 주변에 명소로 서포리 해수욕장 등이 있다.

## 연혁
- 덕적도는 신석기시대부터 사람이 살기 시작하였으며, 백제의 영역에 포함되어 중국 교통로의 요충지였고, 그 당시에는 덕물도라 칭하였다. 그 후 신라 진흥왕 이후 당항성이 있는 당성군에 소속되어 있었으며 고려를 거치면서 조선 성종때 인천도호부로 이속된 이해 숙종때 덕진군이 설치되었다.
- 덕적도항은 서해도서 어장들의 중심지에 속해 있으며 풍부한 수산자원을 확보하고 있는 천혜의 어장으로 1996년 시설정비 계획을 수립하고 1999년 사업에 착공하였다.[1]

## 어항구역
본 항의 어항구역은 다음과 같다.
- 수역[2]
  - 소재부락 북동측 돌출부 선단으로부터 정동으로 800m 점(해상), 이점에서 정남으로 육지와 연결하는 선을 따라 형성된 공유수면
- 육역[3]
  - 인천광역시 옹진군 덕적면 북리 1-1 외 2필지(상세내역은 생략)